# Rue des Urbanistes (Liège)
La rue des Urbanistes est une rue du centre de Liège reliant le boulevard de la Sauvenière à la rue Sur-la-Fontaine.

## Odonymie
L'ancien couvent des Clarisses urbanistes a été fondé en 1638. C'est aujourd'hui un établissement scolaire qui appartient aux Dames de l'Instruction Chrétienne depuis 1839. Il se situe en regard de la rue des Urbanistes, au no 70 de la rue Sur-la-Fontaine. Les Urbanistes tirent leur nom du pape Urbain IV, né Jacques Pantaléon, qui fut archidiacre à Liège de 1241 à 1253.

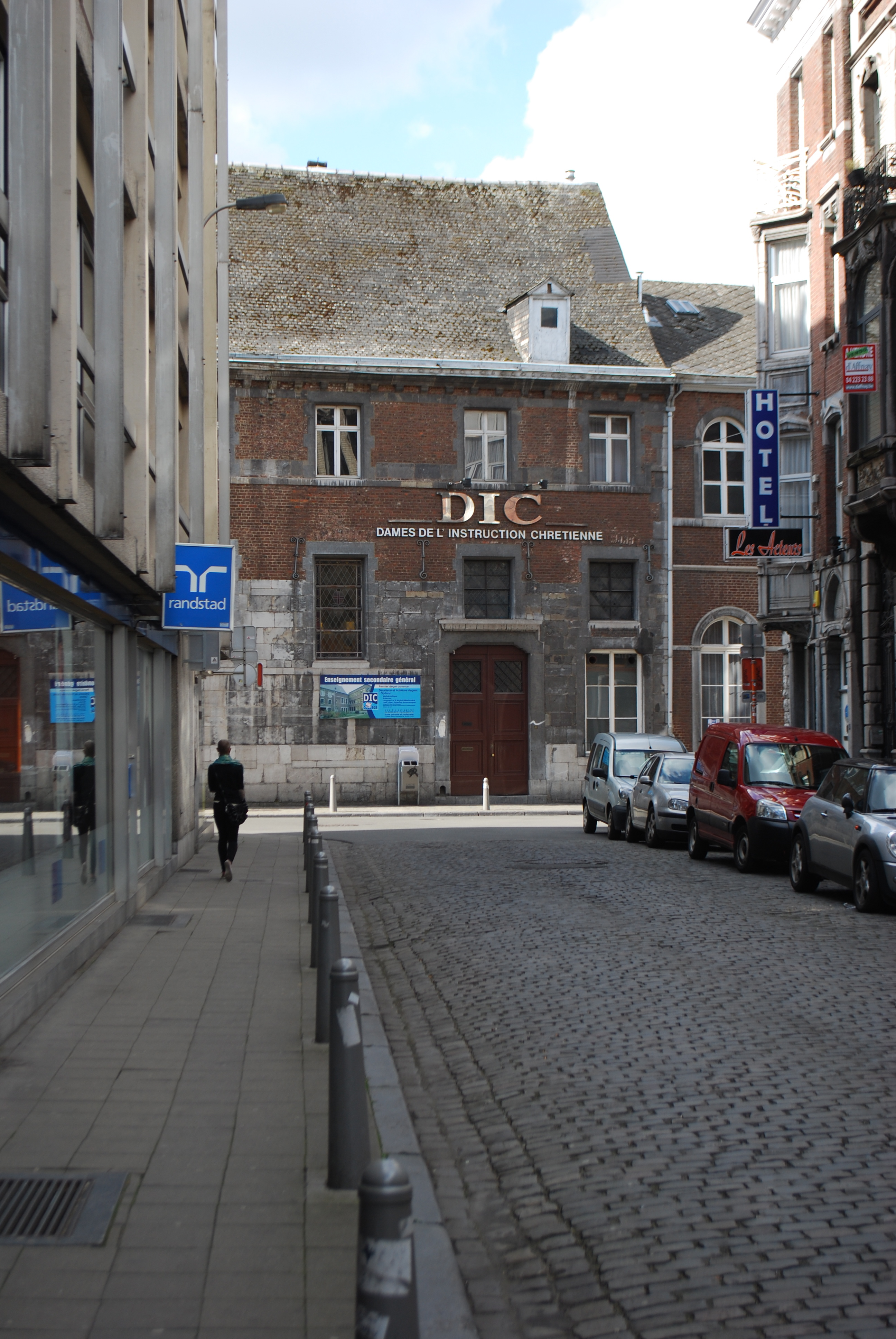
La rue des Urbanistes et l'ancien couvent des Clarisses urbanistes

## Histoire et description
Sur un plan édité vers 1750 (voir ci-dessous), on dénombre dix rues ou ruelles reliant la rue Sur-la-Fontaine à la Sauvenière en aval du pont d'Avroy. Seules les rues de la Pompe et des Urbanistes existent encore aujourd'hui. La rue dans sa configuration actuelle date de 1843, lors de l'assèchement complet de la Sauvenière et la création du boulevard éponyme mais existe vraisemblablement depuis la création du couvent des Clarisses urbanistes.

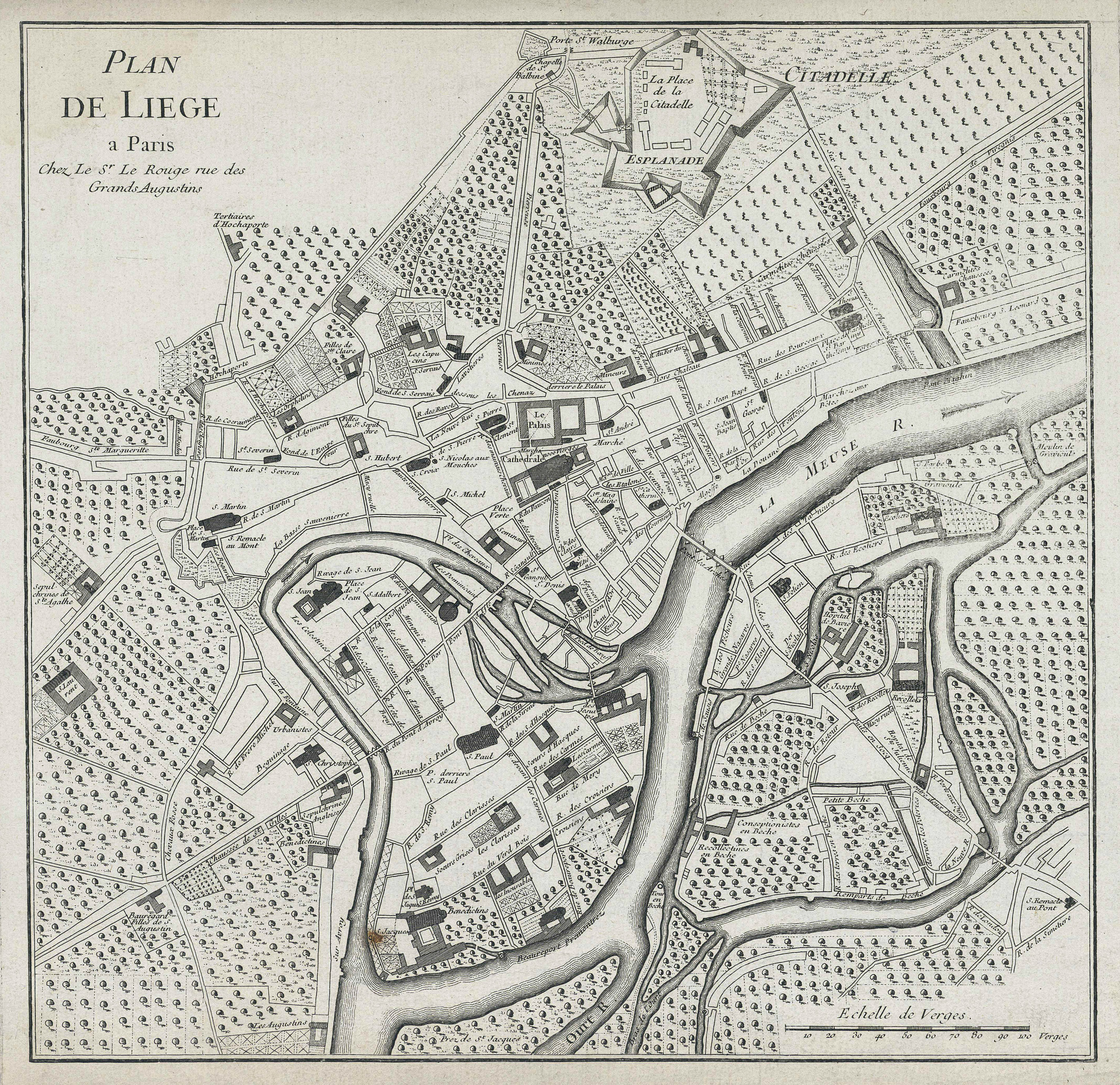
Plan de Liège vers 1750

Cette courte rue pavée, plate et rectiligne relie donc le boulevard de la Sauvenière à la rue Sur-la-Fontaine dont la création remonte sans doute au XIe siècle. Elle applique un sens unique de circulation automobile de la rue Sur-la-Fontaine vers le boulevard de la Sauvenière.

## Architecture
Si le côté sud de la rue est constitué d'un long immeuble moderne de cinq et huit étages, le côté nord conserve quatre immeubles construits à la fn du XIXe siècle ou au début du XXe siècle. Parmi ceux-ci, deux sont repris à l'inventaire du patrimoine culturel immobilier de la Wallonie :
- à l'angle (no 2) avec le boulevard de la Sauvenière, l'hôtel Capelle est un imposant hôtel particulier comptant sept travées, deux portes cochères cintrées et un fronton circulaire (sur la rue des Urbanistes); il a été bâti au début du XXe siècle suivant les plans de l'architecte Victor Rubbers[2]. Il est la propriété de la Deutsche Bank.
- à l'angle (no 10) avec la rue Sur-la-Fontaine, l'hôtel Les Acteurs construit aussi au début du XXe siècle présente des éléments de style Art nouveau notamment à la baie d'imposte de la porte d'entrée de la rue des Urbanistes (architecte Arthur Snyers)[3].

## Voies adjacentes
- Boulevard de la Sauvenière
- Rue Sur-la-Fontaine

### Source et bibliographie
- Yannik Delairesse et Michel Elsdorf, Le nouveau livre des rues de Liège, Liège, Noir Dessin Production, 2008, 512 p. (ISBN 978-2-87351-143-2 et 2-87351-143-5, présentation en ligne), page 409